# ボボボーボ・ボーボボ 爆闘ハジケ大戦
『ボボボーボ・ボーボボ 爆闘ハジケ大戦』は、2004年9月9日にハドソンから発売された『ボボボーボ・ボーボボ』を原作としたゲームボーイアドバンス専用コンピュータゲームであり、『ボボボーボ・ボーボボ』のゲーム作品第5作目である。

## ゲームモード
ストーリーモード
どんな願いも叶うと言われる謎のトーナメントを勝ち抜くモード。選んだキャラごとに決められた対戦相手と戦っていく。
バトルモード
使用キャラ、対戦相手、ステージを自由に決めて戦うことができる。
ショップ
ハジケポイントを消費して、カードを買うことができる。
カードずかん
これまでに獲得したカードを確認できる。
通信
他の本ソフトとの通信対戦・カード交換や、GC用ソフト『ボボボーボ・ボーボボ 脱出!!ハジケ・ロワイアル』との通信が可能。詳しくは#GC用ソフト『脱出!!ハジケ・ロワイアル』との通信を参照。
ミニゲーム
獲得したミニゲームをプレイすることができる。
オプション
文字の表示速度を変更したり、セーブデータを削除したりできる。
セーブ
現在の状況を保存できる。
各モードのバトル前に、キャラに1枚だけアイテムカードを持たせられる。ただし、バトル中にキャラが持てるアイテムカードは、1枚だけである。もちろん、バトル中に所持しているアイテムカードを使った後、ボックスからそのキャラが使用可能なアイテムカードをゲットすれば、そのバトル中に使用可能である。
また、バトル中に所持していながら使わなかったアイテムカードは、バトル後に効果のあるカードでない限り、持ち帰ることが可能である。

## プレイヤーキャラ
ボボボーボ・ボーボボ（声：子安武人）
願い：おはぎ千個をみんなに食わせる。
首領パッチ（声：小野坂昌也）
願い：ビッグになる（自分の身長を、150メートルにしてもらう）。
ヘッポコ丸（声：進藤尚美）
願い：不明（トラブルが発生して、彼に招待状が届かなかったため）。
ソフトン（声：緑川光）
願い：南国に行って、修業をしてくる。
ところ天の助（声：園部啓一）
願い：皆の名前の頭文字を「ぬ」にする。
破天荒（声：岸尾だいすけ）
願い：おやびん親衛隊を作る。
田楽マン（声：金田朋子）
願い：夏の海が似合う男になる。
魚雷ガール（声：西川宏美）
願い：ボケ殺しハイスクールを設立し、ボーボボ達をたたき直す。

### 隠しキャラ
毛狩り隊以外は、特定の条件を満たすとショップで販売されるキャラカードを手に入れると使用可能になる。
軍艦（声：大友龍三郎）
カード出現条件：50回以上バトルに勝利する（モード、使用キャラは問わない）。
願い：リーゼント王国を作り、キングとなる（この王国では、彼の部下以外は髪形をリーゼントにするか、奴隷として生きるしかない）。
OVER（声：谷山紀章）
カード出現条件：80回以上バトルに勝利する（モード、使用キャラは問わない）。
願い：新たな五忍衆を探す。
ハレクラニ（声：森田成一）
カード出現条件：100回以上バトルに勝利する（モード、使用キャラは問わない）。
願い：大会を潰す（ハレルヤランドの売り上げ低迷の原因が大会が開かれているためであると考えたため）。
サービスマン（声：太田真一郎）
カード出現条件：サービスマン、田ボ以外の全ストーリーをクリアする。
願い：全員からサービスをしてもらう。
田ボ（声：井上富美子）
カード出現条件：サービスマン、田ボ以外の全ストーリーをクリアする。
願い：融合が解けないようにする。
毛狩り隊（声：田中大文）
毛狩り隊の隊員。バトルモード専用キャラ。
全てのカードを集め、バトルモードのキャラクター選択画面の右下の「?」にカーソルを合わせ、スタートボタンを5回押すと使用可能。奥義技は無く、攻撃力も移動速度も低い上級者向けのキャラ。

## ステージ
ボーボボ・ワールド
これといった仕掛けのないオーソドックスなステージ。
カードなしで「マジで!!?タイム」を起こせる。
デスペラード・コロッセオ
OVER城が舞台。しばらく乗っていると足場が消え、刃だらけの床に落とされる。
カードなしで「マジで!!?タイム」を起こせる。
トラップルーム
固定式スイッチでトゲの床が発動。さらに発射口から大岩と、様々な罠が仕掛けられたステージ。
ダサイジャーショー
ほとんどの足場がベルトコンベアとなっており、一定間隔で警告が発令。直後、巨大ロボの拳が降ってくる。
ボブスレーマウンテン
雪山が舞台。足場が滑るうえ、時々ボブスレーが突っ込んでくる。
クライムハイタワー
空中にたくさんの足場があるステージ。スイッチを押すと一定時間、空中の足場のうちの一つが電気張りの床になる。スイッチは、押すたび移動し、電気張りになる床も押す度変わる（ただし、電気張りになった床は、もう一回スイッチを押すことでは元に戻らない）。
アーマゲドン
戦場のようなステージ。プレイヤーをロックオンするキャノン砲が厄介。
メルヘンチック遊園地
観覧車の上で戦う。
氷炎地獄
黄河文明が現れた足場は凍り、無限蹴人が現れた足場は炎に包まれる。
マネーキャッスル
ハレクラニの居城。少ない足場はベルトコンベアとなっており、床一面トゲだらけ。
マジで空間
宇宙空間で戦う。上下左右に動ける。一定間隔で警告が発令。直後、横からレーザーが放たれる。
各ステージに設置されたボーボボの絵が描かれた箱は、壊すとカードが現れる。
これをとると、勝ち負けにかかわらず、
- I:アイテム
- E:装備
- C:キャラ

のカードが取った数だけ手に入る。なお、アイテムカードは、そのキャラが使用可能ならそのまま使える。

## ミニゲーム
ボボンバーマン
『ボンバーマン』（ファミリーコンピュータ版）の自社パロディ。ファミコン版『ボンバーマン』の面数とは異なり、全30ステージ構成。
キバハゲデュエル
ポーカーの要領で5枚のカードを交換し、役を作って勝負。ただし、手持ちのカードが合計50枚以上でないとプレイ不可能である。
田楽旗上げ
旗上げゲーム。
THE ISAO
田ボを操作し、ヌンチャクで瓶を壊す。上下に揺れるゲージがMAXに近いほど壊しやすくなる。PCエンジン用ソフト『THE 功夫』のボーナスステージの自社パロディ。
ぬ献上ゲーム
原作のランバダ戦で登場したゲームをアレンジしたもの。ランバダを左右に動かし、落ちてくる「ぬ」を天の助に献上する。上下左右に3つ、3×3になるように重ねると「ぬのハンカチ」になり、それを献上すると高得点。「ぬ」が4つ積みあがるとゲームオーバー。
毛狩りでポン★
ボーボボに関する4択クイズ。
ハジケ学校プルコギゲームX
GBA版1作目、3作目にも収録されたミニゲーム。お手本通りにA、Bボタンを押す。
デスマネースロット
ハジケポイントを賭けてプレイするスロット。台は1ハジケ台、10ハジケ台、デスマネー台の3つ。デスマネー台はハレクラニの絵柄が登場し、揃えると10000ハジケポイントをもらえるが、ハレクラニの絵柄を出し、これを揃えないとペナルティとして出ているハレクラニの絵柄一つにつき1000ハジケポイントを失う。
悪霊退散
左右から飛んでくる「ね」にカーソルを合わせて退治。大きい「ね」は2回攻撃しないと倒せない。

## GC用ソフト『脱出!!ハジケ・ロワイアル』との通信
GBAケーブルを使用して、『脱出!!ハジケ・ロワイアル』のヒミツの通信モードで本作と通信させることで、アンロックされる隠し要素が存在する。本作側ではキャラカード2枚と奥義カード6枚が入手でき、『脱出!!ハジケ・ロワイアル』側ではメインキャラクター（ボーボボ、首領パッチ、天の助、ヘッポコ丸、ソフトン、田楽マン）の隠し奥義がアンロックされる。

## 関連書籍
- ハドソン公式 ボボボーボ・ボーボボ 爆闘ハジケ大戦
  - 集英社発行、ISBN 4-08-779294-3